# Glaciar Shackleton
El glaciar Shackleton es un glaciar ubicado en la Antártida, de más de 96 kilómetros de largo y de 8 a 16 kilómetros de ancho, que desciende desde la Meseta Polar en las proximidades del Macizo Roberts, y fluye hacia el norte a través de las Montañas Reina Maud para ingresar luego a la Barrera de hielo de Ross, entre el Monte Speed y Waldron Spurs.
El glaciar fue nombrado en honor al explorador antártico británico Ernest Shackleton.